# Iphimedia orchestimana
Iphimedia orchestimana är en kräftdjursart som beskrevs av Sandro Ruffo 1959. Iphimedia orchestimana ingår i släktet Iphimedia och familjen Iphimediidae. Inga underarter finns listade i Catalogue of Life.